# باشگاه فوتبال چئونان سیتی
باشگاه فوتبال چئونان سیتی (به کره‌ای: 천안 시티 FC) یک باشگاه فوتبال در شهر چئونان در کشور کره جنوبی می‌باشد که در کی لیگ چلنج بازی می‌کند.